# 7000 Curie
För andra betydelser, se Curie (olika betydelser).
7000 Curie eller 1939 VD är en asteroid i huvudbältet, som upptäcktes den 6 november 1939 av den belgiske astronomen Fernand Rigaux i Uccle. Den har fått sitt namn efter fysikerna Marie och Pierre Curie.
Asteroiden har en diameter på ungefär 6 kilometer.